# But Here We Are
A But Here We Are a Foo Fighters 2023-ban megjelent tizenegyedik stúdióalbuma. A lemez megjelenési dátuma 2023. június 2. A lemezt 2023. április 19-én jelentették be a dallistával együtt. Ezen a napon jelent meg első kislemeze, a Rescued is.
Ez a zenekar első lemeze Taylor Hawkins dobos halála után, aki 2022. március 15-én életét vesztette dél-amerikai turnéjuk alatt. A stúdióalbum bejelentésekor egyelőre nem volt tisztázott, ki dobol a lemezen. Később fény derült arra, hogy Grohl dobol a lemezen, 2005 óta először, Foo Fighters stúdióalbumon. A zenekar sajtóközleménye úgy jellemezte a lemezt, mint egy "teljességgel őszinte és érzelmileg nyers válasz mindenre, amin a Foo Fighters átesett az utóbbi egy év alatt".

## Az album dalai
Az összes dalszöveg szerzője a Foo Fighters. 
| 1.    | Rescued         | 4:18  |
| 2.    | Under You       | 3:39  |
| 3.    | Hearing Voices  | 3:48  |
| 4.    | But Here We Are | 4:43  |
| 5.    | The Glass       | 3:49  |
| 6.    | Nothing at All  | 3:27  |
| 7.    | Show Me How     | 4:53  |
| 8.    | Beyond Me       | 3:54  |
| 9.    | The Teacher     | 10:04 |
| 10.   | Rest            | 5:33  |
| 48:08 |                 |       |

## Közreműködők

### Foo Fighters
- Dave Grohl – ének, gitár, dobok, produkció
- Nate Mendel – basszusgitár, háttérvokál, produkció
- Chris Shiflett – szólógitár, háttérvokál, produkció
- Pat Smear – ritmusgitár, produkció
- Rami Jaffee – billentyűk, produkció

### Egyéb közreműködők
- Violet Grohl – ének a Show Me How c. számban

### Produkció
- Foo Fighters, Greg Kurstin – producerek[1]
- Mark "Spike" Stent – keverés
- Randy Merrill – mastering
- Morning Breath, Inc. – dizájn

## Külső hivatkozások
- A Foo Fighters hivatalos oldala